# HD 69830
HD 69830 és una estrella de tipus G7,5-K0 V de la constel·lació de Popa. Al seu voltant orbiten tres planetes de massa neptuniana i un possible cinturó d'asteroides.

## Sistema planetari
És el primer sistema planetari extrasolar amb una estrella semblant al Sol que no conté cap planeta de tipus Júpiter. Dels tres planetes descoberts, el més exterior es troba en l'anomenada "zona habitable" del sistema, és a dir, el rang de distàncies a l'estrella on es pot trobar aigua en estat líquid. Els planetes tenen 10, 12 i 18 vegades la massa de la Terra i orbiten al voltant de l'estrella amb períodes de 9, 32 i 197 dies, respectivament. Van ser descoberts mitjançant l'espectrògraf HARPS del telescopi de 3,6 metres de l'Observatori de La Silla que forma part de l'Observatori Europeu Austral, en el desert d'Atacama (Xile).
| Nom | Massa (MJ) | Semieix major (ua) | Període orbital (dies) | Excentricitat |
| --- | ---------- | ------------------ | ---------------------- | ------------- |
| b   | 0,033      | 0,0785             | 8,667 ± 0,003          | 0,1 ± 0,04    |
| c   | 0,038      | 0,186              | 31,56 ± 0,04           | 0,13 ± 0,06   |
| d   | 0,058      | 0,63               | 197 ± 3                | 0,07 ± 0,07   |

## Disc de pols
El 2005, el telescopi espacial Spitzer va detectar pols al voltant d'aquesta estrella. Aquestes observacions són consistents amb l'existència d'un cinturó d'asteroides vint vegades més massiu que el del sistema solar situat a l'interior d'una òrbita equivalent a la de Venus. El cinturó seria tan massiu que els cels nocturns dels planetes pròxims brillarien amb una llum zodiacal 1000 vegades més intensa que la vista des de la Terra, superant de molt la brillantor de la Via Làctia.
Tanmateix, la pols detectada podria ser causada per l'evaporació d'un cometa de la mida de Plutó pertorbat gravitacionalment cap a una òrbita més pròxima a l'estrella. A més, l'anàlisi de la pols, que inclou la presència d'una forma d'olivina anomenada forsterita, és similar a la del cometa Hale-Bopp. D'altra banda, les probabilitats que l'Spitzer hagi detectat un supercometa caient cap a l'estrella, un esdeveniment rar i de curta durada, són baixes.